# Colostygia dalmani
Colostygia dalmani là một loài bướm đêm trong họ Geometridae.